# Sharbot Lake
Sharbot Lake är en sjö i Kanada.   Den ligger i countyt Frontenac County och provinsen Ontario, i den sydöstra delen av landet, 110 km sydväst om huvudstaden Ottawa. Sharbot Lake ligger 193 meter över havet. Arean är 16,4 kvadratkilometer. Den sträcker sig 6,0 kilometer i nord-sydlig riktning, och 9,6 kilometer i öst-västlig riktning.
I omgivningarna runt Sharbot Lake växer i huvudsak blandskog. Runt Sharbot Lake är det mycket glesbefolkat, med 7 invånare per kvadratkilometer.